# Rodriguesrietzanger
De rodriguesrietzanger (Acrocephalus rodericanus synoniem Bebrornis rodericanus) is een zangvogel uit de familie Acrocephalidae (rietzangers).

## Verspreiding en leefgebied
Deze soort is endemisch op het eiland Rodrigues  bij Mauritius in de Indische Oceaan.

## Status
De grootte van de populatie werd in 1999 geschat op slechts 150 vogels maar daarna zijn de aantallen snel toegenomen tot naar schatting 2000-2700 volwassen vogels in 2010. Op de Rode lijst van de IUCN is de status daarom verbeterd van bedreigd naar gevoelig.